# Prudential International Assurance
Prudential International Assurance plc (PIA, Prudential International, Pru) – irlandzka spółka wchodząca w skład międzynarodowej grupy kapitałowej M&G, działająca w sektorze ubezpieczeniowym. Prudential International Assurance plc jest bezpośrednią spółką zależną od The Prudential Assurance Company Limited, która z kolei jest bezpośrednio zależna od M&G plc, spółki zarejestrowanej w Wielkiej Brytanii.

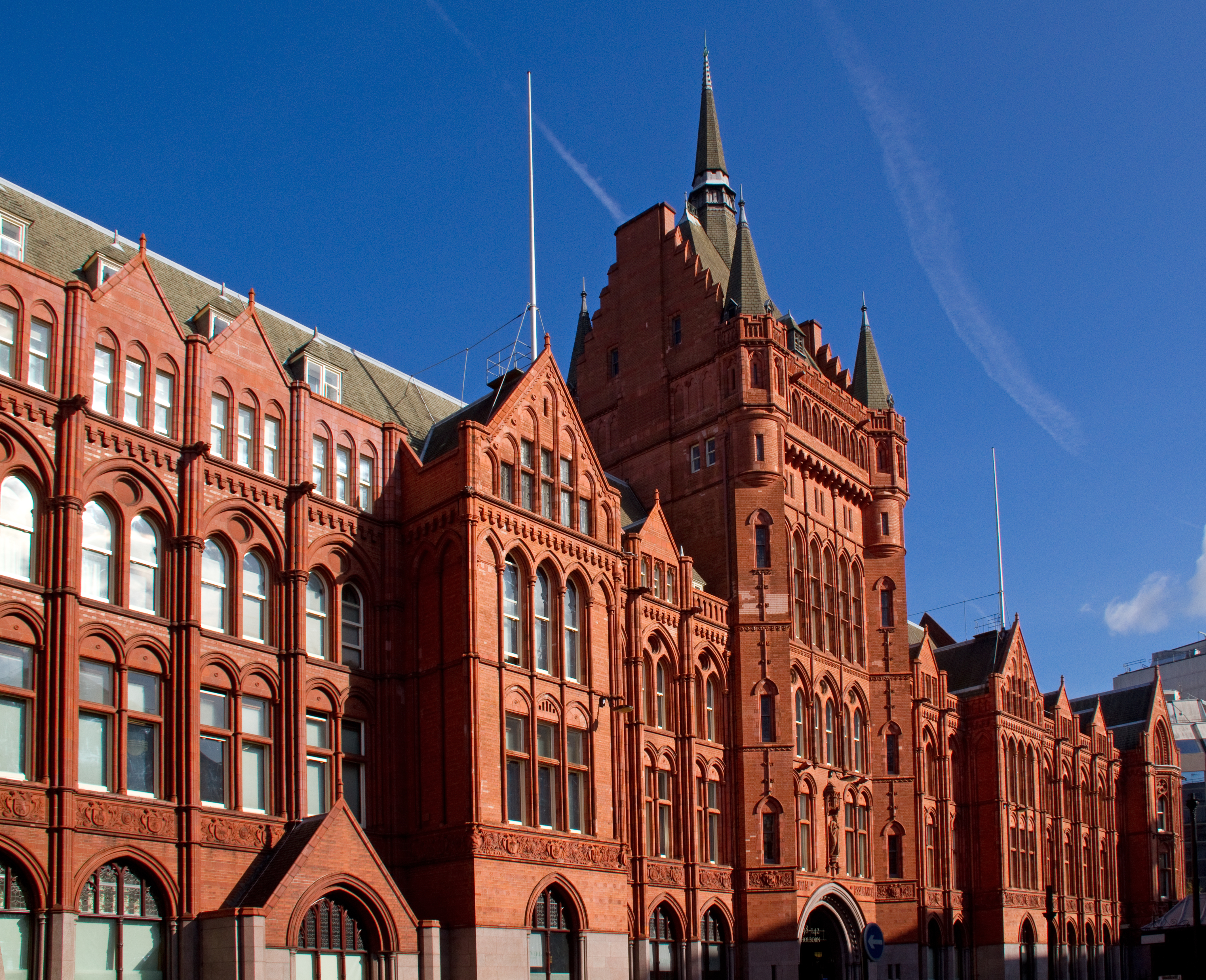
Holborn Bars w Londynie – historyczna siedziba The Prudential Assurance Company Limited

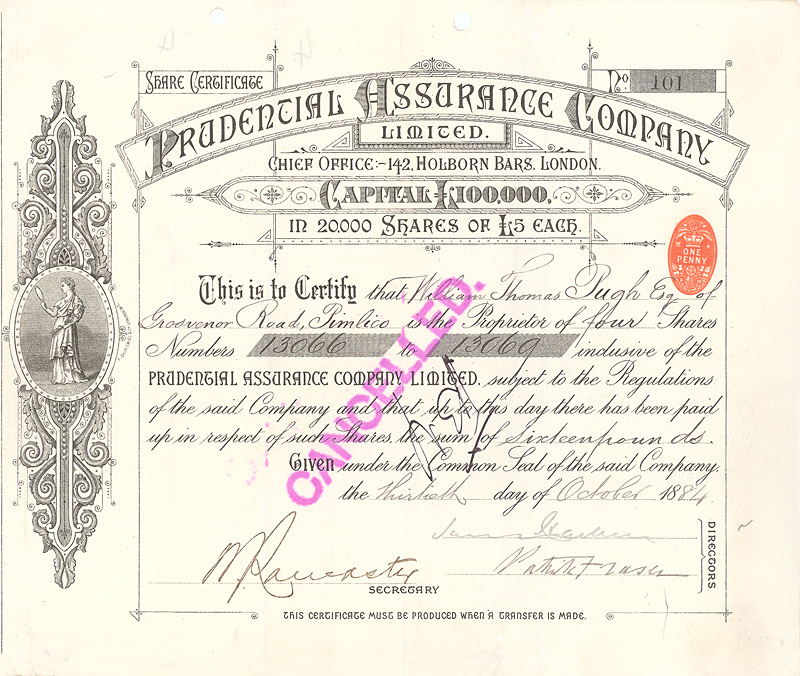
Polisa Prudential (1884)

## Historia
30 maja 1848 r. w Londynie przy Hatton Garden 12, założone zostało towarzystwo ubezpieczeń wzajemnych Prudential Mutual Assurance Investment & Loan Association oferujące głównie polisy na życie. Swoją nazwą Prudential nawiązywał do rzymskiej bogini Prudencji, która symbolizowała rozsądek i roztropność. Założycielami Towarzystwa byli Sir Henry Harben, Dr Robert Barnes, Edgar Horne i George Harrison Rogers-Harrison. Prudential jako pierwsza firma w Wielkiej Brytanii zatrudniała kobiety jako agentów ubezpieczeniowych oraz pracowników biurowych. W 1879 r. spółka przeniosła się do nowej siedziby w Holborn Bars. Budynek zaprojektowany przez Alfreda Waterhouse stał się główną siedzibą Towarzystwa.
Po katastrofie Titanica Prudential wypłacił świadczenia rodzinom kilkuset marynarzy i pasażerów, którzy w 1912 r. wypłynęli w tragiczny rejs statkiem. W 1923 r. Prudential otworzył biuro w Indiach.
W 2017 r. Prudential ogłosił połączenie z M&G tworząc spółkę M&G Prudential, stając się przedsiębiorstwem ubezpieczeniowo-inwestycyjnym.
W 2019 r. grupa Prudential rozdzieliła się geograficznie na dwie niezależne części: M&G plc (skupiającą się na aktywności w Wielkiej Brytanii i Europie) i Prudential plc (skupiającą się na aktywności w Azji i Afryce). Następnie w maju 2021 r. w celu podkreślenia odrębności obu spółek M&G skróciło nazwę marki z Prudential do Pru oraz zmieniło logo, nawiązując do bohatera kampanii reklamowej z 1949 r. „Man from the Pru”.

## Prudential w Polsce
W 1927 r. firma Prudential wykupiła pakiet kontrolny akcji polskiego Towarzystwa Ubezpieczeniowego „Przezorność” i rozpoczęła działalność w Polsce.

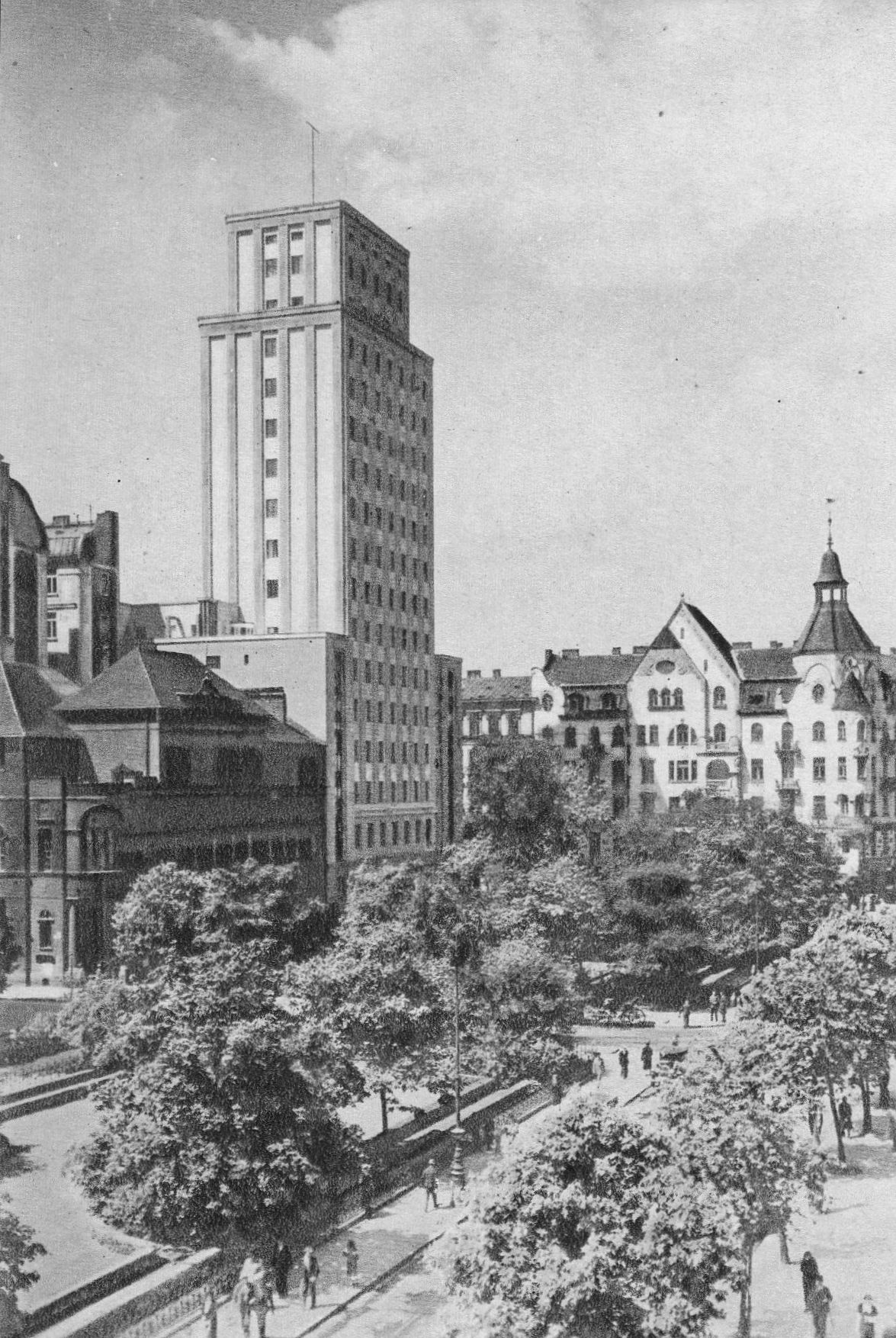
Prudential House – plac Napoleona przed 1939

W 1931 r. rozpoczęto budowę wieżowca Prudential House według projektu Marcina Weinfelda i Stefana Bryły. Siedziba została zlokalizowana na placu Napoleona w Warszawie. W 1934 r., w chwili otwarcia, budynek Prudential House był największym drapaczem chmur nie tylko w II Rzeczypospolitej, ale także drugim pod względem wielkości budynkiem w Europie. W 1938 r. pierwsza audycja telewizyjna w Polsce została przeprowadzona z siedziby Prudential. Wziął w niej udział Mieczysław Fogg. Był to jednocześnie początek działalności Telewizji Polskiej.

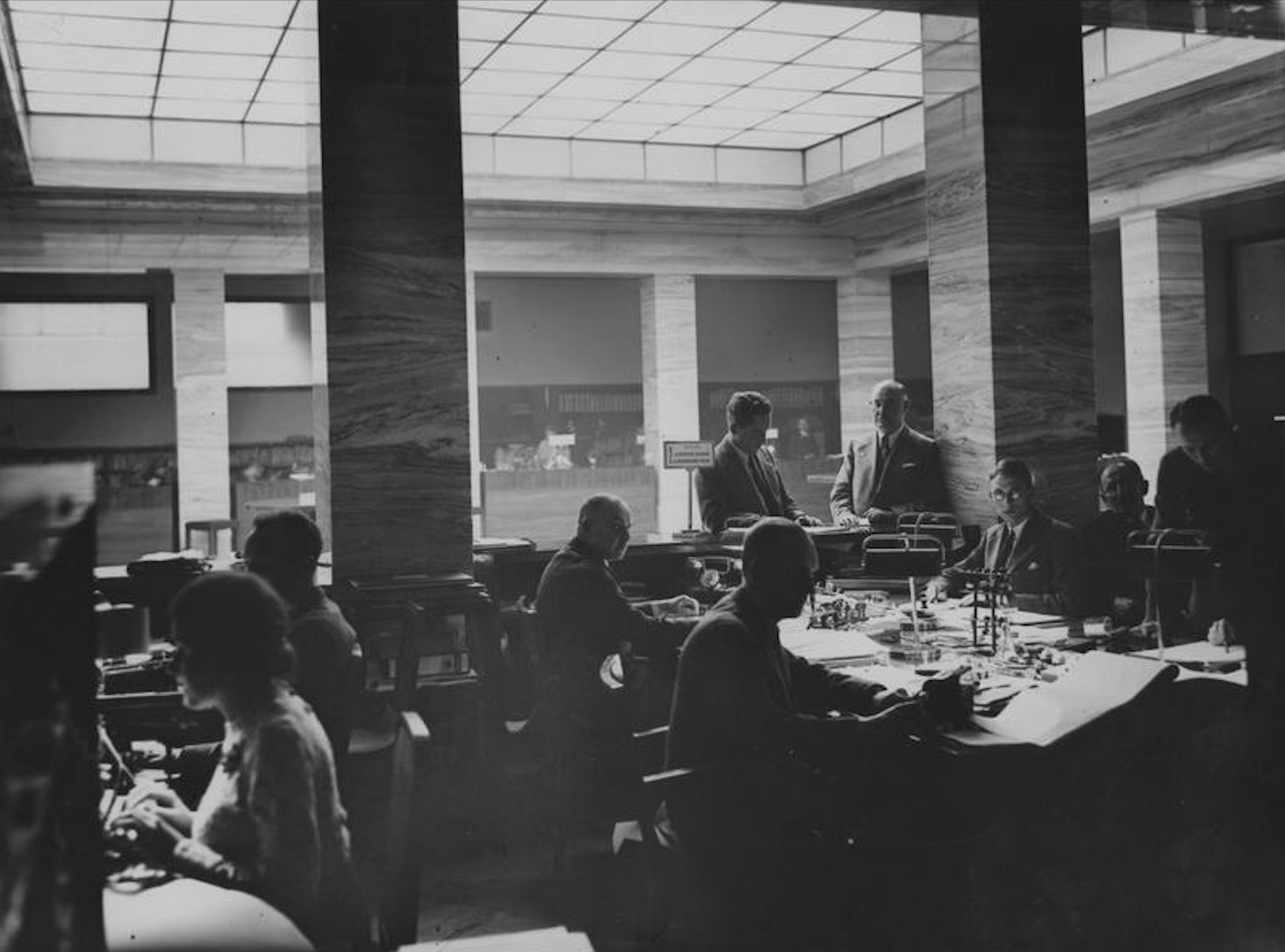
Osoby pracujące w latach 30 XX wieku w budynku Prudential

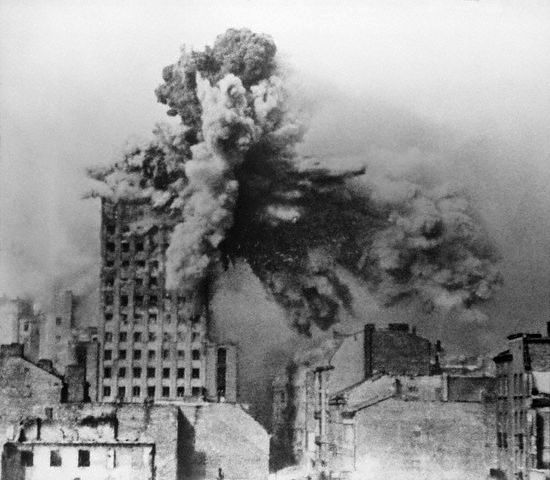
Gmach Prudentialu trafiony pociskiem z niemieckiego samobieżnego moździerza typu Karl, 28 sierpnia 1944

Wraz z wybuchem II wojny światowej zamiera działalność Towarzystwa Prudential w Polsce. Losy jego głównej siedziby Prudential House były jednak ściśle powiązane z historią Warszawy. W chwili wybuchu wojny Prudential ubezpieczał w Polsce 4623 osób.

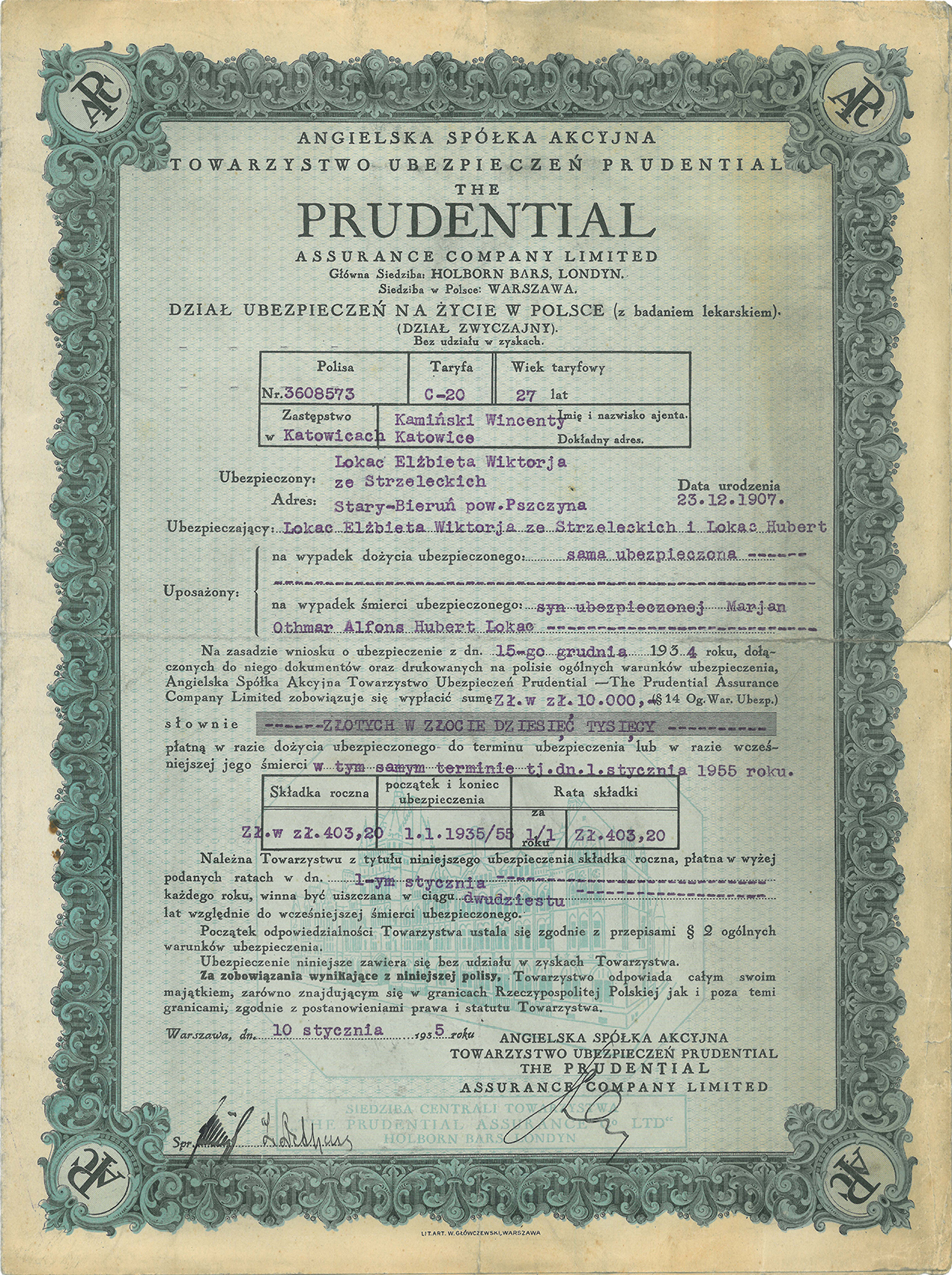
Polisa Prudential (1936)

Po zakończeniu II wojny światowej, w okresie PRL, firma nie mogła kontynuować działalności w Polsce ze względu na antyzachodnią politykę władz komunistycznych. Prudential podjął jednak decyzję, że pomimo zniszczenia archiwum warszawskiego oddziału podczas powstania warszawskiego, będzie wypłacał świadczenia klientom, którzy nabyli polisy w Prudential przed wojną. Proces ten został rozpoczęty w latach 50. XX wieku i pozwolił na wypłatę pieniędzy ponad 40% ubezpieczonym. Lista z nazwiskami osób, które zawarły umowy ubezpieczenia w Polsce przed II wojną światową została przekazana do Międzynarodowej Komisji do spraw Roszczeń Ubezpieczeniowych Ofiar Holokaustu.
W 2003 r. firma zdecydowała przeznaczyć niewykorzystane środki (znaczna liczba ubezpieczonych wraz ze spadkobiercami zginęła podczas Holokaustu) aby uczcić pamięć ofiar II wojny światowej. Powołana została w tym celu Fundacja „Przezorność”, która w ciągu 5 lat działalności rozdysponowała ponad 4 mln dolarów pomiędzy polskie fundacje i instytucje pielęgnujące pamięć historyczną, kulturę oraz edukację. Wsparcie finansowe otrzymały m.in. Szkoła Główna Handlowa i Muzeum Historii Żydów Polskich Polin.
Działania Fundacji „Przezorność” zostały docenione przez Polską Fundację Upowszechniania Nauki i Towarzystwo Popierania i Krzewienia Nauk, które wyróżniły ją nagrodą im. prof. Hugona Steinhausa za wybitną pomoc w zakresie promowania i wdrażania innowacyjnych metod edukacyjnych, w szczególności w programach: Internet w szkołach – projekt Prezydenta RP, Pracownie Internetowe w Klinikach Dziecięcych oraz Multimedialne Centrum Kształcenia, w tym projekt „Nauczyciel w sieci”.

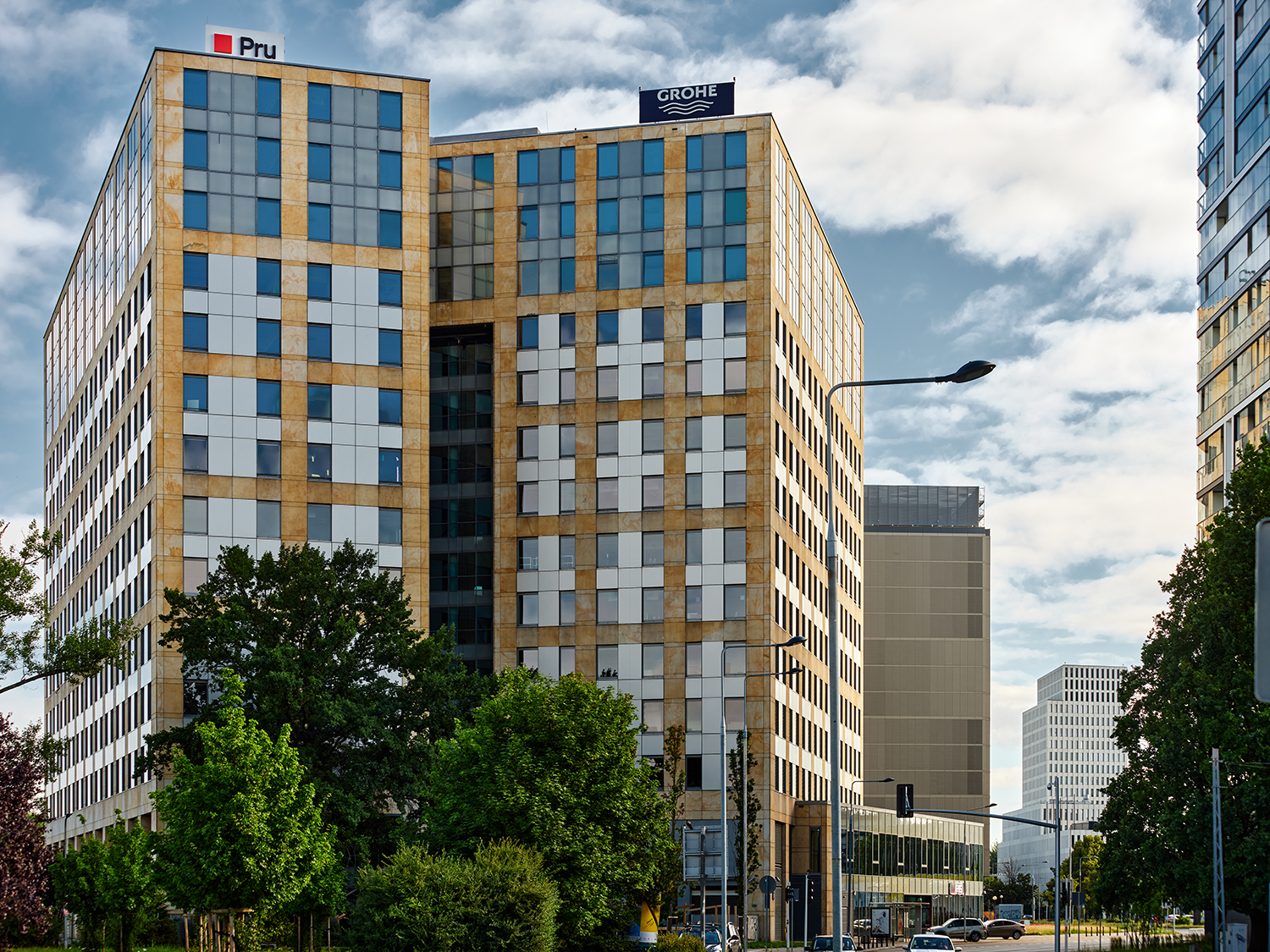
Siedziba Prudential Polska – Pru przy ul. Puławskiej 182 w Warszawie

W 2013 r. Prudential powrócił do Polski, aby wznowić swoją działalność ubezpieczeniową. W marcu 2022 r. Prudential wprowadził w Polsce nową markę Pru, w związku z podziałem grupy w 2019 r. na dwie spółki M&G plc i Prudential plc, jednak nazwa firmy Prudential International Assurance plc Spółka Akcyjna Oddział w Polsce pozostała niezmieniona.
Obecnie Prudential prowadzi działalność w Polsce w oparciu o dwie wyspecjalizowane spółki z siedzibą w Warszawie:
- Prudential International Assurance plc SA Oddział w Polsce – funkcjonuje jako oddział spółki irlandzkiej Prudential International Assurance plc z siedzibą w Dublinie.
- Prudential Polska Sp. z o.o. – agent wyłączny, którego celem jest dystrybucja ubezpieczeń Prudential International Assurance plc SA Oddział w Polsce.

Firma posiada 20 oddziałów zlokalizowanych w największych polskich miastach (stan na 2023 r.).
Prudential nadal poszukuje spadkobierców przedwojennych polis klientów i konsekwentnie reguluje wypłaty świadczeń z polis zawartych przed II wojną światową.